# Bistum Gizo
Das Bistum Gizo (lateinisch Dioecesis Ghizotana, englisch Diocese of Gizo) ist eine auf den Salomonen gelegene römisch-katholische Diözese mit Sitz in Gizo auf der Insel Ghizo. Es umfasst die Provinzen Western, Choiseul und Isabel.

## Geschichte
Papst Johannes XXIII. gründete das Apostolische Vikariat Westsalomonen mit der Apostolischen Konstitution Christi regnum  am 11. Juni 1959  aus Gebietsabtretungen der Apostolischen Vikariate Nordsalomonen und Südsalomonen.
Am 15. November 1966 wurde es mit der Apostolischen Konstitution Laeta incrementa  zum Bistum erhoben und nahm seinen jetzigen Namen an.

## Ordinarien

### Apostolischer Vikar der Westsalomonen
- Eusebius John Crawford OP (1. März 1960 – 15. November 1966)

### Bischöfe von Gizo
- Eusebius John Crawford OP (15. November 1966 – 3. Februar 1995)
- Bernard Cyril O’Grady OP (3. Februar 1995 – 5. Juni 2007)
- Luciano Capelli SDB (5. Juni 2007 – 16. Juni 2023)
- Peter Houhou (seit 16. Juni 2023)